# Bundesstraße 6
La Bundesstraße 6 è una strada federale della Germania. Collega la città di Bremerhaven, sul mare del Nord, a Görlitz sul confine polacco, attraversando in direzione sud-est la Bassa Sassonia, lo stato di Brema, la Sassonia-Anhalt e la Sassonia. Fra le altre città interessate dal passaggio della strada vi sono Brema, Hannover, Lipsia e Dresda.

## Storia
Ad est di Lipsia, la B6 segue in larga parte il tracciato della Via Regia Lusatiae Superioris, fatta eccezione per i tratti di tangenziale in corrispondenza di Meißen, Dresda e Bischofswerda. Nel 1937 la Reichsstraße 6 (R6) venne estesa a nord-ovest da Bremerhaven a Cuxhaven. Prima della seconda guerra mondiale e dello spostamento del confine polacco sulla linea Oder-Neiße, la strada continuava oltre Görlitz e toccava Hirschberg (oggi Jelenia Góra), Schweidnitz (Świdnica), il capoluogo della Slesia Breslavia, Oels (Oleśnica) e Groß Wartenberg (Syców), dove allora si attestava il confine con la Polonia. In seguito il tratto fra Görlitz e Breslavia divenne parte della strada statale 4 polacca, oggi quasi del tutto rimpiazzata dalla Autostrada A4, mentre quello da Breslavia a Syców fu compreso nella strada statale 8.
Al tempo della divisione della Germania, la porzione di strada facente parte della Germania Est era conosciuta come F6 (Fernverkehrsstraße 6).
Dopo l'inaugurazione dell'Autostrada A 27 tra Cuxhaven e Brema Nord, negli anni settanta la B6 fu sostituita dalla nuova A 27 nel collegamento di Brema a Bremerhaven e Cuxhaven. Tra questo centro ed Antewalde la strada fu rinominata B73, mentre da Antenwalde a Brema fu declassata a Landesstraße 135, tranne un breve tratto presso Bremerhaven.